# Глазуново (Усвятський район)
Глазуново (рос. Глазуново) — присілок в Усвятському районі Псковської області Російської Федерації.
Населення становить 267 осіб. Входить до складу муніципального утворення Церковищенська волость.

## Історія
Від 2015 року входить до складу муніципального утворення Церковищенська волость.

## Населення
| 2001 | 2002 | 2010 |
| ---- | ---- | ---- |
| 291  | ↘246 | ↗267 |